# Jošina Hrgovljanska
 Ovo je glavno značenje pojma Jošina Hrgovljanska. Za kvart u Bjelovaru sa sličnim nadimkom pogledajte Male Sredice.
Jošina ili Jošina Hrgovljanska je naselje i lokalitet u Bjelovarskoj četvrti Hrgovljani. 

## Opis
Naselje se nalazi uz prostor ulice Većeslava Holjevca u blizini rječice Plavnice, na malom brežuljku zapadno od istoimene rijeke.

## Povijest
U prošlosti je prostor Hrgovljanske Jošine bio poplavno-močvarni prostor, te je uz prostor današnjeg naselja prolazio stari tok Plavnice. Prostor naselja je na starijim kartama označen i kao šumarak.
Uspostavom novoga groblja u Hrgovljanima oko 1920-ih se u krugu groblja te uz sami tok Plavnice pojavljaju prve kuće.
Regulacijom toka Plavnice 1970-ih godina se vodotok rječice udaljuje od Hrgovljanske Jošine te stari njen stari tok ostaje kao jarak u krugu naselja.